# 미국 1센트 주화
센트(cent)는 미국 달러의 100분의 1에 해당하는 통화 단위를 가진 주화이다. 센트의 기호는 ¢이다. 미국에서는 페니(penny)로 잘 알려져 있다. 1909년(링컨 탄생 100주년이 되는 해) 이후에 발행된 1센트 주화 앞면에는 에이브러햄 링컨이 그려져 있으며 1959년(링컨 탄생 150주년이 되는 해) 이후에 발행된 1센트 주화 뒷면에는 링컨 기념관이 그려져 있다.

## 금속 구성의 변혁
| 발행 연도       | 성분                                                                   |
| --------------- | ---------------------------------------------------------------------- |
| 1793년 ~ 1857년 | 100% 구리                                                              |
| 1857년 ~ 1864년 | 88% 구리, 12% 니켈 (NS-12으로도 잘 알려짐)                             |
| 1864년 ~ 1942년 | 청동 (95% 구리, 5% 주석과 아연)                                        |
| 1943년          | 아연으로 코팅 된 강철 (1943년 강철 페니로 잘 알려짐)                   |
| 1944년 ~ 1946년 | 황동 (95% 구리, 5% 아연)                                               |
| 1946년 ~ 1962년 | 황동 (95% 구리, 5% 주석과 아연))                                       |
| 1962년 ~ 1981년 | 황동 (95% 구리, 5% 아연)                                               |
| 1982년          | 다양함, (95% 구리, 5% 아연) 또는 (97.5% 아연, 2.5% 구리)               |
| 1983년 ~ 현재   | 97.5% 아연, 2.5% 구리 (중심부: 99.2% 아연, 0.8% 구리; 도금: 순수 구리) |

제2차 세계 대전 중이던 1943년에는 아연으로 도금된 강철 센트가 발행되었는데, 전쟁 기간 동안 변동하는 구리 수요에 따라 짧은 기간 동안 주조되었다. 1943년에 발행된 일부 구리 센트는 저장소에 남아 있던 1942년도 소전(素錢, 주화 제조용 금속판)을 이용해 주조되었다. 이와 마찬가지로 1994년에 강철 센트가 확인된 바 있다. 1944년부터 1946년까지는 당시 미군이 회수한 탄약을 사용하여 주화 주조 공정을 진행하였기 때문에 주화 위에 황동의 줄진 자국이나 그을린 자국을 보는 것은 그리 어려운 일이 아니었다.
1970년대 초, 구리의 가치가 1센트 구리 주화에 포함되는 구리 함유량 대부분을 넘는 지점에 다다르자, 조폐국은 알루미늄과 청동 도금 강철 등 주화에 쓰일 대체 금속을 시험하게 되었다. 이때 센트의 재료로 알루미늄을 사용하는 것을 결정하였고, 150만 개가 넘는 센트 주화를 궁극적으로 거부당하기 전에 주조 및 공개하기로 준비되었다. 제안된 알루미늄 센트는 두 가지 까닭 때문에 거절 당했다. 자판기 소유주들은 주화이 기계적 문제를 일으킬 수 있다고 불평하였다. 소아과 의사와 소아과 방사선의학자들은 호흡기와 위장 계통 안에 있는 금속의 방사선 음영이 물렁조직의 방사선 음영에 가까워지므로 륀트겐 사진에서 감지가 쉽지 않을 것이라고 지목하였다. 비록 이 주화들이 지금은 불법으로 생각하고 미국 비밀 정보기관의 몰수 대상이 된다고 하지만, 수십 개의 알루미늄 센트가 수집가들의 손에 있는 것으로 여겨지고 있다. 하나의 알루미늄 센트는 스미스소니언 박물관에 기증되었다.
센트 주화의 성분은 1982년에 다시 액면에 포함되는 구리의 가격이 1센트 넘게 오르기 시작했기 때문에 변경되었다. 1982년 센트의 일부 주화는 97.5%의 아연을 사용하고 있지만, 이 밖에는 95%의 구리가 쓰이고 있다. 구리의 가격은 나중에 수익성이 있는 수준으로까지 돌아왔다.
수많은 사람들이 청동과 구리, 그리고 새로운 아연을 이용하여 주조한 센트 주화의 차이를 들을 수 있다. 주화를 손으로 튀겨보면 알 수 있는데, 구리 페니 주화는 12 kHz의 소리가 나는 데 비해, 아연으로 만들어진 주화는 소리가 나지 않는다. 추가로, 전체 1982/83년 이전 50 페니 롤의 무게는 5.4 oz이다. 그러나, 1982/83년 이후 무게는 4.4 oz.이다.

## 디자인
이 주화는 200년 동안 여러 디자인을 통해 변화해갔다. 1857년까지 발행된 1센트 주화는 현재의 미국 1 달러 주화과 같은 정도의 크기(수잔 B. 안토니 달러 이후부터 현재의 달러 주화만한 크기)였다.

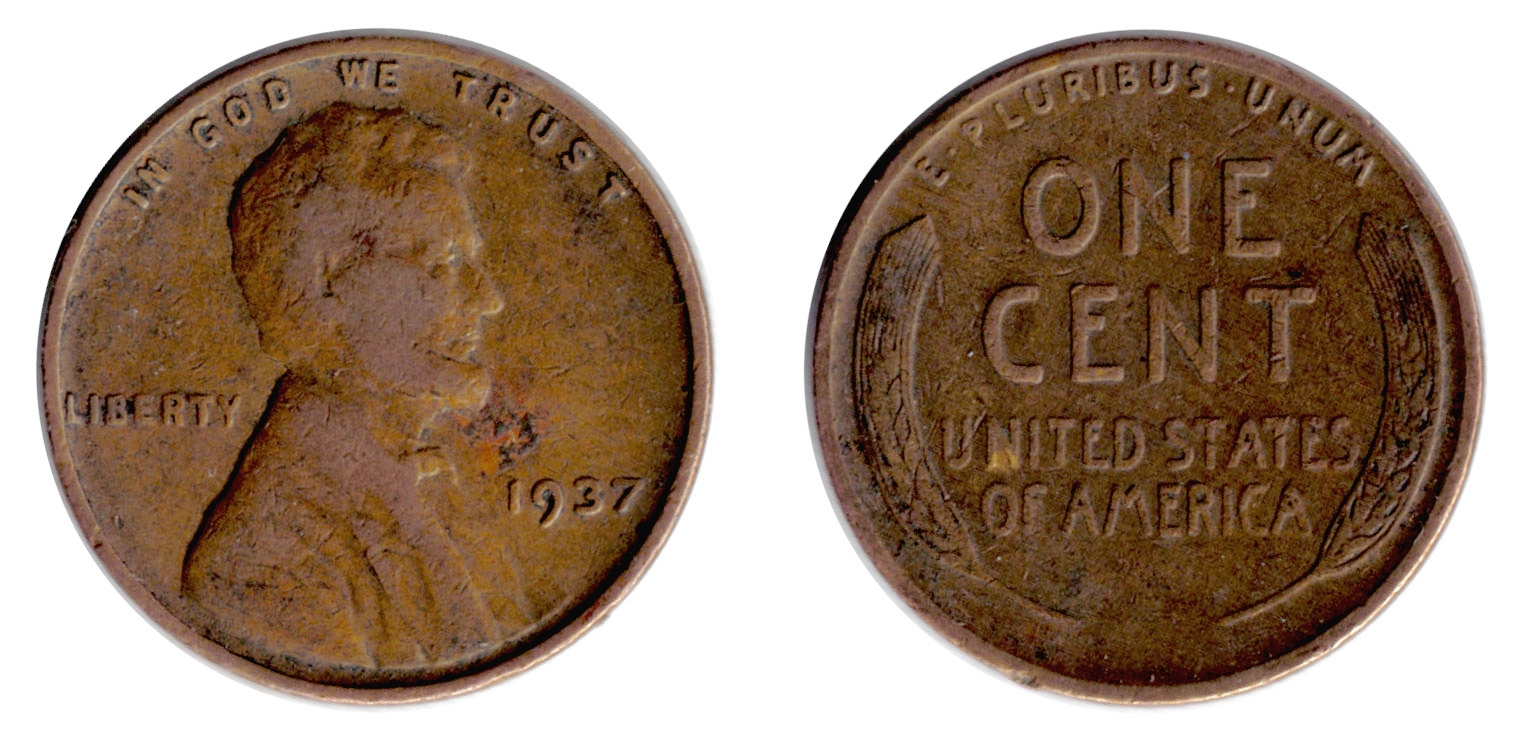
1937년에 발행된 휘트 센트 주화.

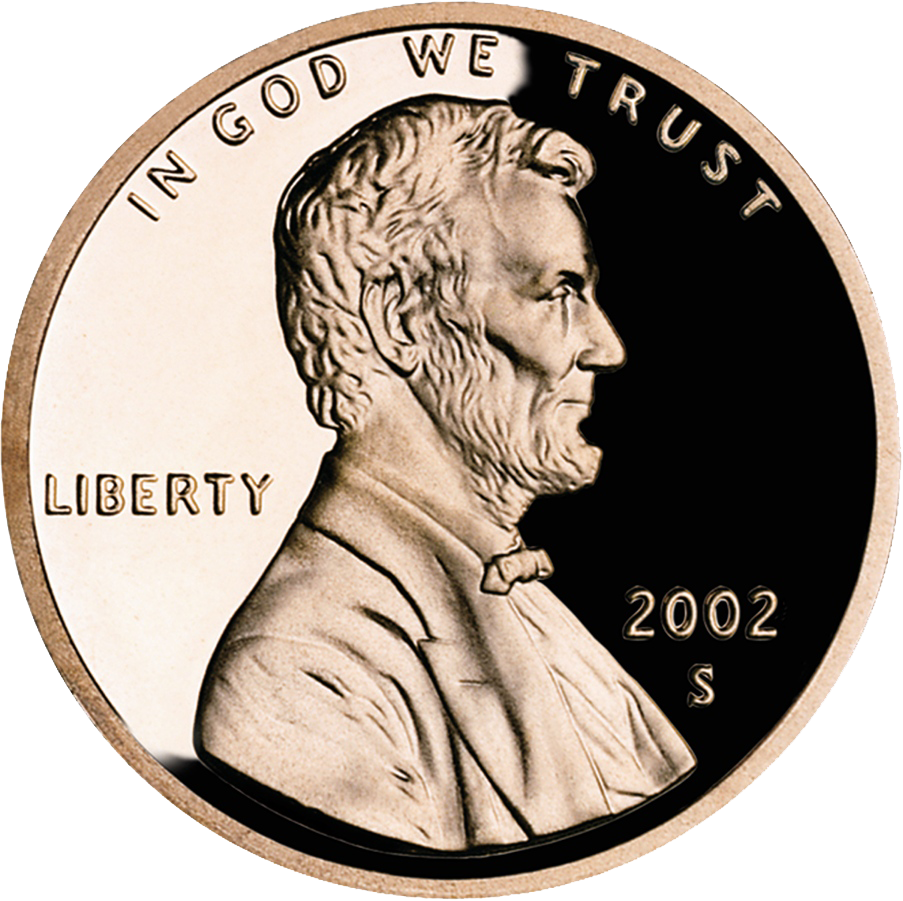
프루프급 링컨 센트 주화 앞면.

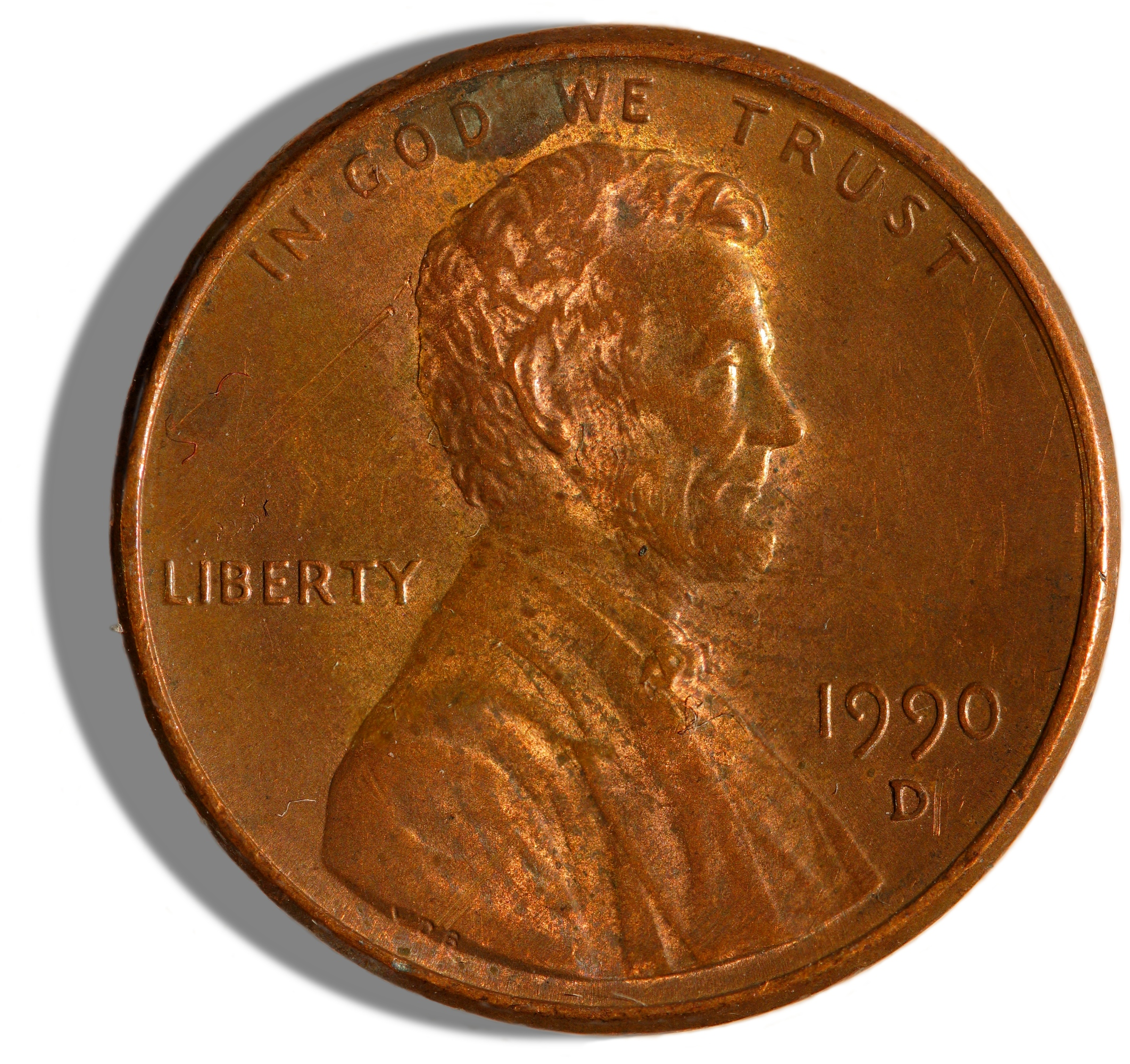
1990년에 발행된 센트 주화의 앞면.

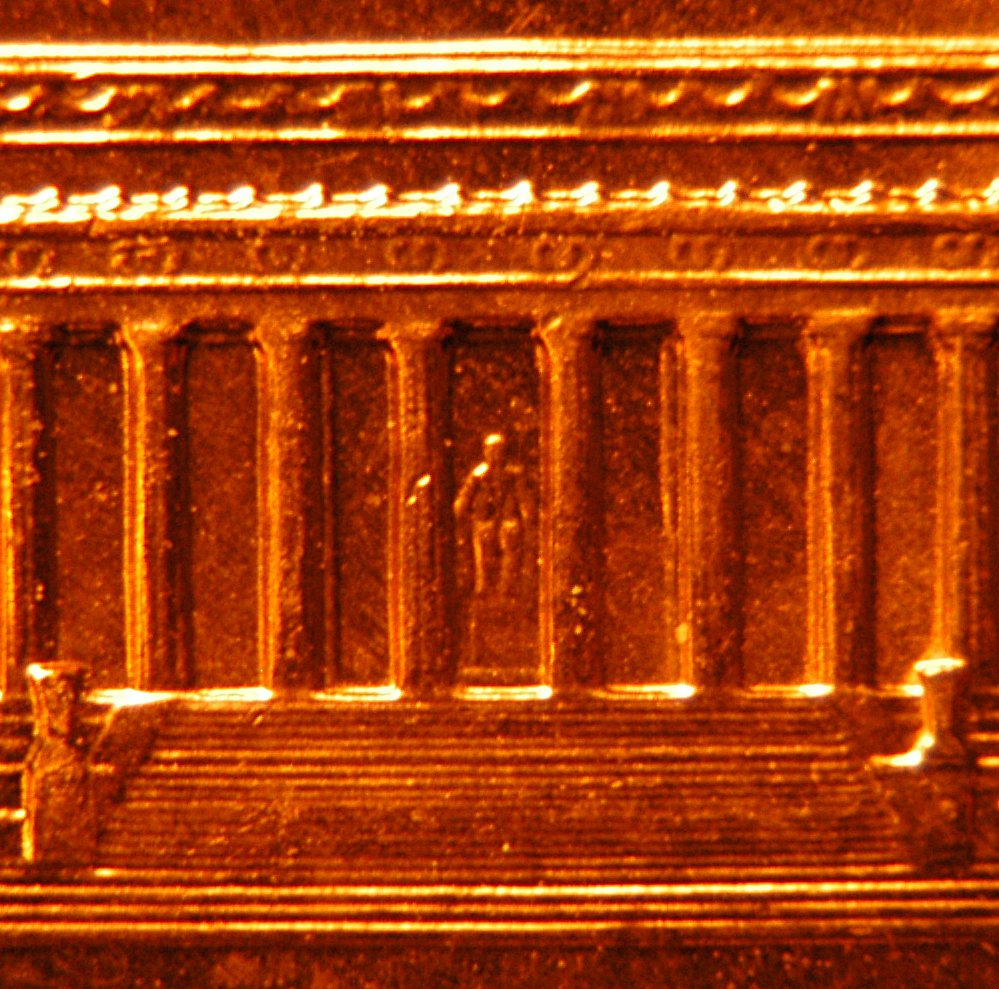
센트 주화 뒷면에 그려져 있는 링컨 기념관 안에 있는 동상.

1센트 주화는 다음과 같은 종류의 센트가 주조되어 왔다.
큰 센트:
- Flowing Hair Chain (1793년)
- Flowing Hair Wreath (1793년)
- Liberty Cap (1793년 ~ 1796년)
- Draped Bust (1796년 ~ 1807년)
- Classic Head (1808년 ~ 1814년)
- Coronet (1816년 ~ 1839년)
- Braided Hair (1839년 ~ 1857년)

작은 센트:
- 날고 있는 독수리 (1856년 ~ 1858년)
- 인디언 머리 (1859년 ~ 1909년)
- 밀 이삭 (1909년 ~ 1958년)
- 링컨 기념관 (1959년 ~ 2008년)
- 링컨 탄생 200주년 기념 주화 (2009년)
- 연방 방패 (2010년 ~ 현재)

주화의 역사를 보면, 링컨 센트는 주조한 날짜의 역사가 여러 글꼴로 새겨져 있지만 숫자 4, 8이 위아래로 튀어나와 새겨지지 않은 것을 제외하면 대부분의 숫자는 구자체로 새겨져 있다. 중요한 차이점은 숫자 3을 들 수 있다. 이것은 0, 1, 2와 크기가 같으며 초기 역사에서는 아래로 튀어나와 있지는 않지만 1934년 한 해 동안만 아래로 튀어나온 상태로 변경되어 있었고, 그 뒤 1943년부터 이제(2004년 기준)까지 튀어나온 형태 그 자체가 주조 날짜를 표기하는 데 쓰이게 되었다.
미국 센트 주화 뒷면에는 링컨 기념관이 그려져 있다. 《화폐의 학문적인 디자인의 이론과 관행》(Theory and Practise of Numismatic Design) 논문에서 조 베건은 주화 뒷면에 보이는 링컨 기념관 안에 링컨 좌상을 세세히 그리고 있으므로 에이브러햄 링컨은 미국 주화 사상 앞뒤면 두 곳에 새겨진 유일한 인물이라고 언급하였다. 그 뒤 1999년에 발행한 뉴저지주의 쿼터 주화에는 뒷면에 델러웨어 강을 건너는 조지 워싱턴을 그렸다.

### 역대 1센트 주화 뒷면

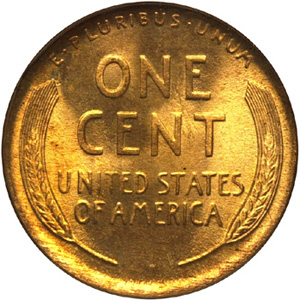
밀 이삭 (1909년 ~ 1958년)
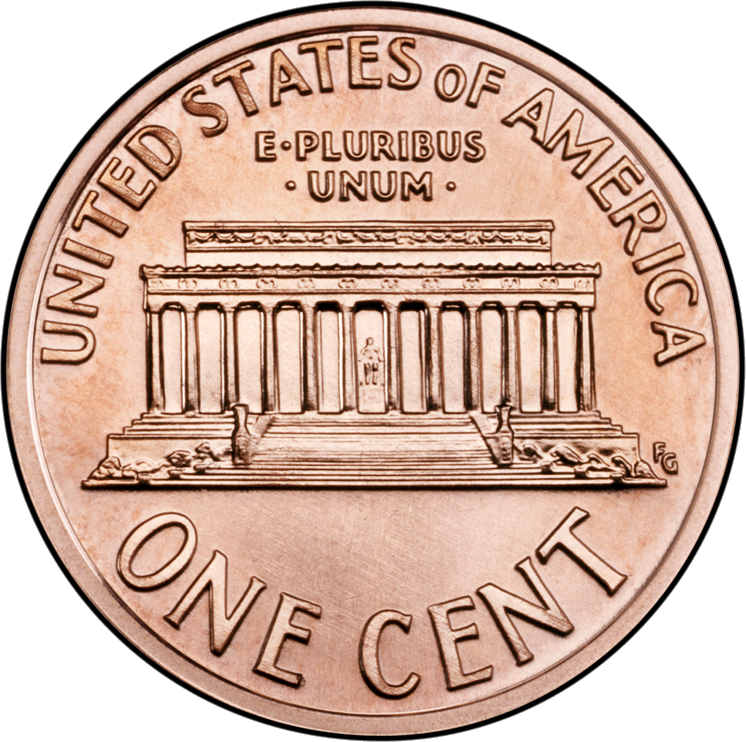
링컨 기념관 (1959년 ~ 2008년)
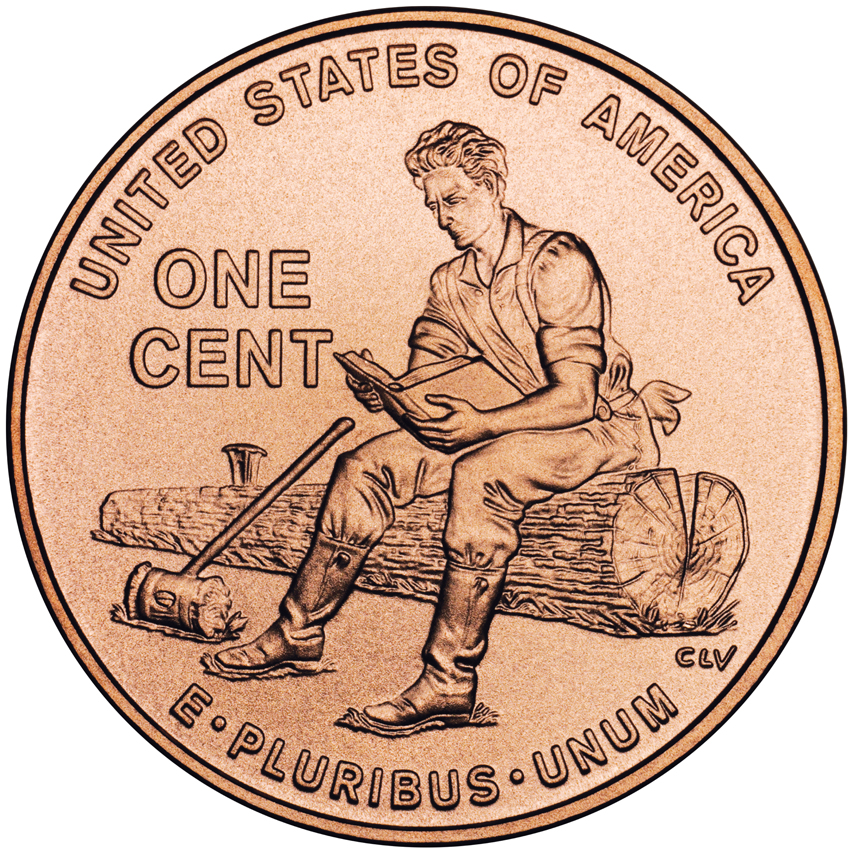
인디애나 주에서 성장한 링컨 (링컨 탄생 200주년 기념, 2009년)

## 유독성
1982년 이후의 미국 센트의 주된 구성 재료인 아연은 상당히 독성이 강하다. 97.5%의 아연을 이루고 있는 페니를 삼킬 경우 위산으로 가득한 위 안에 일어나는 아연 이온의 높은 용해성 때문에 위의 내층이 위험해질 수 있다. 1982년 이후에 주조한 미국 페니를 삼킨다는 측면에서 아연의 독성은 맹렬한 용혈 빈혈증(hemolytic anemia)을 일으킬 수 있기에 강아지에게 치명적이다. 애완동물 앵무새에게 아연은 매우 독하며 치명적인 중독의 위험이 빈번히 일어날 수 있다.

## 같이 보기
- 밀 (화폐)